# センタープルブレーキ

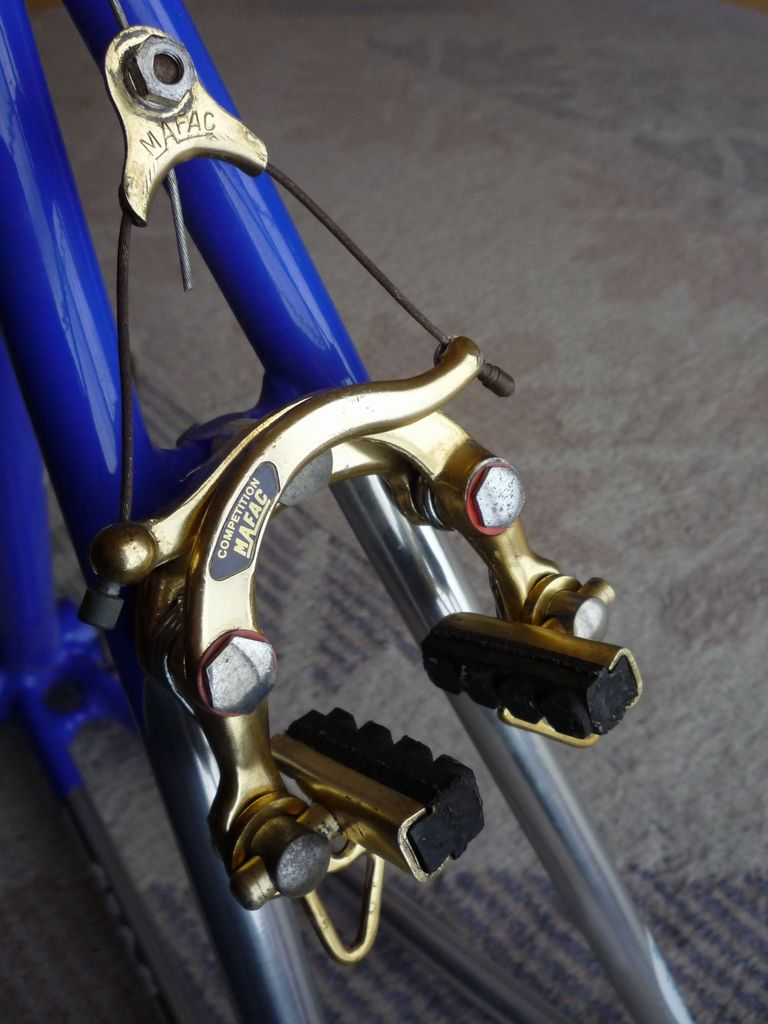
伝統的なロードレーサー用センタープルブレーキ

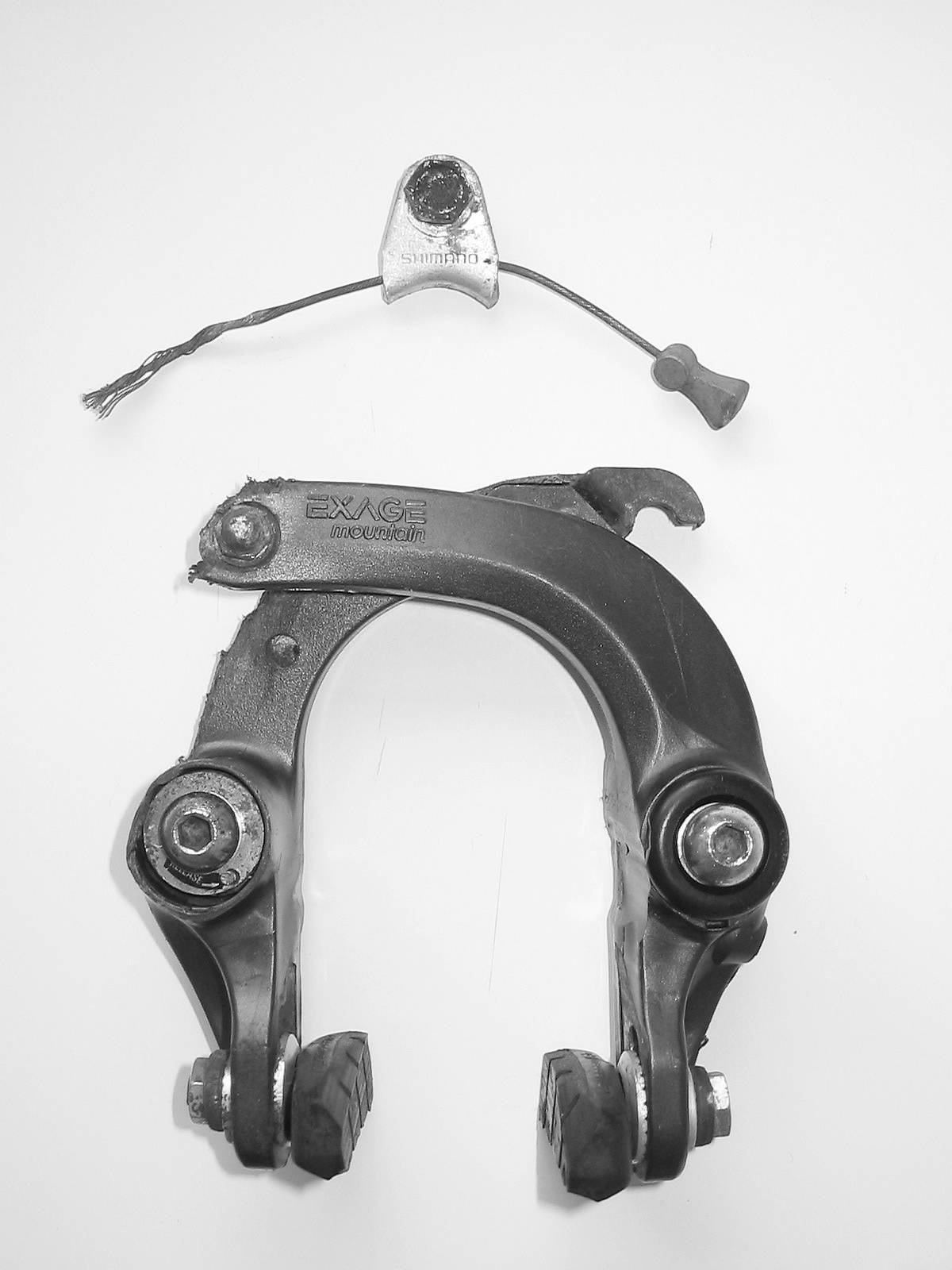
マウンテンバイク用Uブレーキ（チェーントラブルによる損傷の痕が見られる）

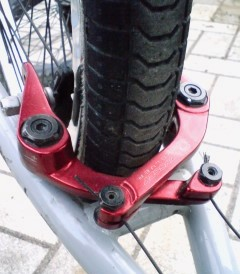
BMX用Uブレーキのアーム

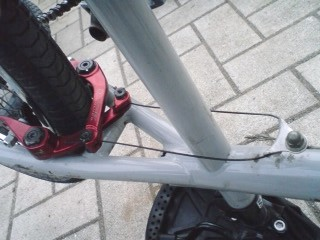
BMXの後輪用Uブレーキ全体（右端の三角形の部品がちどり）

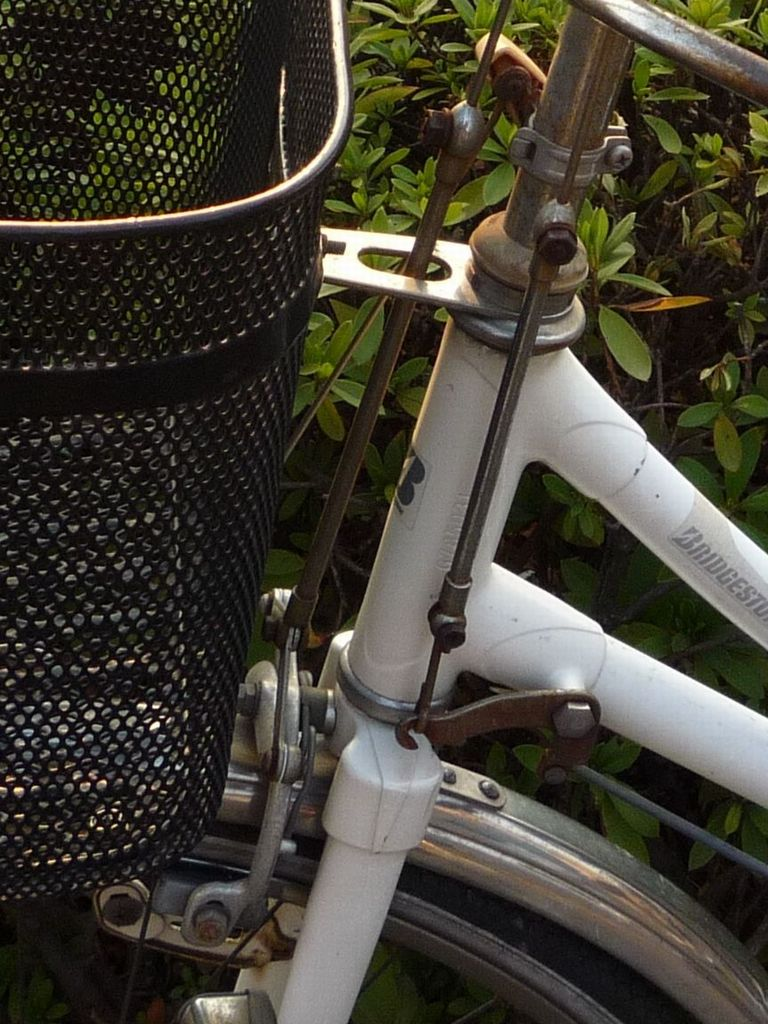
珍しいロッド式のシングルピボット・センタープルブレーキ

センタープルブレーキ（center pull brake）は、自転車のリムブレーキの一形式である。
センタープル・キャリパーブレーキ（center pull caliper brake）とも呼ばれ、比較的古くから使われていたタイプのブレーキであるが、現在はBMX用の派生型Uブレーキが需要のほとんどを占める。過去にロードレーサーやスポルティーフに広く用いられた伝統的なセンタープルブレーキと、マウンテンバイク用ブレーキとして開発され、その後BMX用として普及、発展したUブレーキとに大別される。

## 基本構造
前はフロントフォーク、後ろはシートステイもしくはチェーンステイに直接接合された専用の台座、または台座を持つアダプターを介して装着される。この台座はVブレーキのそれと似ているが、台座とリムの位置関係が異なり互換性はない。
ブレーキ本体は「く」の字形のアームが2本重なって逆U字形をなしている。アームの中央はボルトでブレーキ台座に固定され、ここがてこの原理で動くアームの支点となる。それぞれのアームの上端にはアーチワイヤーという短いワイヤーの両端が固定され、アーチワイヤーは中央部でちどりと呼ばれる部品を介し、ブレーキレバーから出た1本のメインワイヤーに繋がる中央引きの形が基本であり、これがセンタープルの名の由来である。（なお、カンチブレーキもセンタープルの一種とも言えるが、混乱を避けるために、カンチブレーキをセンタープルと呼ぶことは通常は無い）
ブレーキレバーを握ることによってメインワイヤーが引っ張られると、これと連動しちどり、続いてアーチワイヤー、ブレーキアームが引っ張られ、ブレーキシューがリムに押し付けられてブレーキがかかる。
ただしBMXの前輪に使われる場合は、横方向から直接アームを引き絞る形をとる（後述）。

## 伝統的センタープルブレーキ
1950年代から1960年代後期にかけて、ロードレーサーの世界で主流を占めたブレーキである。当時のサイドプル・キャリパー・ブレーキよりも、大幅に軽い操作力で充分な制動力が得られることが評価されたと見られる。当時の主要なメーカーとして、フランスのMafac、スイスのWeinmann、イタリアのUniversal が知られる。
1960年代後期以降、Campagnolo社が高品質なシングルピボット・サイドプル・キャリパー・ブレーキを製造、販売し始める。改良によって必要充分な制動力が得られるようになり、限界領域での微妙なコントロール性に優れ、アウター受けやちどりやアーチワイヤーといった付属部品の必要が無い同社製のサイドプル式に人気が移り、このためロードレーサーの分野ではセンタープルは退潮に向かった。その後も1980年代末ごろまでは、スポルティーフなどの快走型ツーリング車には使われていたが、マウンテンバイクやロードバイクの流行により伝統的なツーリング車自体が衰退に向かったため、このブレーキもそれと運命を共にした。
オーダーメイドの高級なロードレーサーやスポルティーフにおいては、前はフロントフォーク、後ろはシートステイに専用の台座を直接ろう付けする事（直付け工作(じかづけこうさく)略して直付けと呼ぶ）がよく行なわれたが、大多数を占める量産品の自転車では、アダプターを介してサイドプル・キャリパー・ブレーキと同じ取り付け方法をとるのが一般的であり、市販のセンタープルブレーキには、このアダプターが標準で付属するのが普通であった。これは、当時のセンタープルには台座に共通の規格が無く、メーカーやモデルによって台座の形状や位置がまちまちで、一度台座を直付けしてしまうとブレーキの銘柄を変更するのが困難なことと、左右のブレーキアームが接近して重なる形で取り付けられるセンタープルブレーキでは、アームが離れて取り付けられるカンチブレーキを上回る精度が要求され、当時の生産技術では量産車に直付け台座をそなえるのが困難だったためである。

## Uブレーキ
ユーブレーキと読む。左右のアームが形づくる逆U字形の形状からの名前だが、Vブレーキ同様、シマノ社の商標であった。

### マウンテンバイク用
1980年代の後期に、マウンテンバイクにスローピングフレームが採用されるようになると、従来のカンチブレーキでは左右に張り出していたカンチレバーの位置も低くなり、ライダーの足の踵（かかと）に接触するという問題が生じるようになった。この解決として、マウンテンバイク用のセンタープル・キャリパー・ブレーキとして開発されたのがUブレーキのルーツである。なお、この時代には溶接技術の進歩により、量産車でも直付けの台座が装備できるようになった。
しかしこのブレーキには、タイヤに付着した泥や雪が詰まりやすいという、オフロード用自転車のブレーキとして致命的な欠陥があり、少しでもこれを軽減すべく取り付け位置をチェーンスティ下に移すなどの対策が試みられたが、これが更に整備性の悪化や、チェーントラブル時にチェーンがブレーキに噛み込むといった新たなトラブルを招くという悪循環に陥ったため、マウンテンバイクの分野では数年で欠陥品の烙印を押され、間もなくカンチブレーキにロープロファイル型と呼ばれた改良型が登場して前出の問題が解決されたこともあって、完全に捨て去られた。
また、後に登場したVブレーキが、すでに普及していたカンチブレーキと共通の台座位置をもっていたのに対し、Uブレーキは専用の台座位置を必要としたことも、この分野での失敗の一因と見られる。

### BMX用
マウンテンバイクにおいては失意の退場を余儀なくされたUブレーキであるが、1990年代に興ったフリースタイルBMXに活路を見いだすことになり、現在ではこの分野で最も一般的なブレーキとなっている。他の車種では既にほとんど見られないこのブレーキがBMXで多用される理由として、側面に向かって張り出す突起物がいっさい無いことがあげられる。車上で激しく体を動かすフリースタイルBMXにおいては、突起に足などが引っ掛かれば致命的なミスに繋がるため、この特徴は極めて重要である。
また同じ理由で、フリースタイルBMXの後輪用Uブレーキは、フレーム構造に守られるようにリア三角の内側、すなわちシートステイ下側かチェーンステイ上側に付いている。チェーンステイ上側のタイプはメンテナンス性に優れるが、25Tなど小さなチェーンリング（フロントスプロケット）を使用している場合、たるんだチェーンがブレーキに干渉してしまうことがある。この問題を克服するためにブレーキアームの厚みを小さくした製品もある。
フリースタイルBMXのブレーキには、微妙なスピードのコントロールよりもむしろ、車輪を瞬時にガッチリと固定する能力が求められる。このためBMX用Uブレーキには、他のスポーツサイクルでは見られなくなった、いかにもゴムらしい質感を持つブレーキシューが使われる。これは光沢のある体育館の床で、ゴム底の運動靴が素晴らしくグリップするのと同じ原理を狙ったものである。この原理を最大限に利用するために、CPリム（めっきリム）と呼ばれる鏡面メッキのリムが好んで使われる。ただしリムとブレーキシューの接触面が汚れたり、雨で濡れたりすると極端に制動力が落ちることがこの組み合わせ（UブレーキとCPリム）の欠点である。特に水で濡れた場合には、思い切りブレーキレバーを握った状態でも、全く抵抗を感じずに走り続けられるほどである。
BMX独自の変種として、前輪用のUブレーキはアーチワイヤーとちどりを使わず、Vブレーキのように横から直接ワイヤーを繋ぐ方式になっている。レバーを出発したブレーキワイヤーは、ステムの天井に空いた穴から入ってヘッドチューブ内のフォークコラムを貫通、フロントフォークの又から出てきてループ状に急角度で上へ向かい、ブレーキ本体に横方向からつながる。これはハンドルを回転させるいくつかの技を行なう時に、ワイヤーが絡まり障害となるため、これを排除すべく後輪ブレーキのためのジャイロと共に考案された仕組みである。また後輪用にも変種として、ジャイロを使用する車体のみアーチワイヤーとちどりを省く方式が存在する。この場合では2本のブレーキアームに固定されたワイヤーが、それぞれ別々にフレームに沿って伸び、2本のままジャイロに繋がるという構造になる。

## 註
1. ↑  ロードバイク。本項のブレーキが使われた当時は、日本ではロードレーサーと呼ばれた。